# Кутиш (Салаж)
Кутиш (рум. Cutiș) насеље је у Румунији у округу Салаж у општини Алмашу. Oпштина се налази на надморској висини од 414 m.

## Становништво
Према подацима из 2002. године у насељу је живело 69 становника, од којих су сви румунске националности.